# В стране мехов
«В стране́ мехо́в» (фр. Le Pays des fourrures) — научно-фантастический и приключенческий роман французского писателя Жюля Верна, входящий в цикл «Необыкновенные путешествия». Написан в 1873 году.

## Публикация
Первая публикация выходила в «Журнале воспитания и развлечения» («Magasin d’Education et de Récréation») с марта 1872 по середину 1873 года. В ноябре 1873 года роман в переводе Марко Вовчок появился на русском языке в издательстве С. В. Звонарева.

## Описание сюжета
Из форта Релайанс у Большого Невольничьего озера выходит британская экспедиция Компании Гудзонова залива под руководством лейтенанта Джаспера Гобсона с целью заготовки мехов. К экспедиции присоединяется астроном Томас Блэк, он собирается наблюдать предстоящее солнечное затмение 1860 года в высоких широтах. Добравшись до мыса Баттерст на 70 сев. широты на побережье Северного Ледовитого океана, герои основывают форт Надежды и начинают заготавливать меха. 
Однако окружающая местность вызывает у лейтенанта вопросы: в округе нет ни единого камня, под землёй находится толстый слой льда, морской берег высокий и отвесный. В окрестностях форта наблюдается слабый морской прилив, а в высоких широтах приливы сильные. Эскимосы, случайно оказавшиеся в окрестностях форта, явно не одобряют строительство на мысе Баттерст, но уходят от ответа на вопросы. 
Вскоре на мысе происходит сильное землетрясение. Наступает лето. Все животные неожиданно сбегаются к форту, а караван из форта Релайанс так и не приходит. Морской прилив вообще исчезает, полное отсутствие прилива объяснить ещё сложнее чем слабый прилив.
Наступает день солнечного затмения 18 июля 1860 года. К негодованию астронома Томаса Блэка, затмение оказывается неполным. Разъярённый астроном немедленно замеряет высоту Солнца и выясняет, что мыс Баттерст находится на 63-й параллели а не на 60-й как год назад. Гобсон с ужасом понимает, что мыс Батерст на самом деле - огромная реликтовая льдина, оторванная землетрясением от материка и уносимая течением на север. Поэтому и исчез прилив: льдина попросту поднимается и опускается на воде. Эскимосы знали об этом, но не предупредили зимовщиков. 
Гобсон считает, что возможны два исхода: или Камчатское течение унесёт льдину в затерянные земли на севере Канады, где люди погибнут от голода и холода, или её понесёт на юг, где она неминуемо растает и герои погибнут в водах Тихого океана. Лейтенант, учитывая оба варианта, приказывает готовиться к походу по льдам и одновременно строить корабль. 
С наступлением зимы льдина примерзает к огромному ледяному полю. Люди отправляются в опасный переход к материку, но из-за тёплой погоды ледяное поле покрыто многочисленными разломами. Зимовщики возвращаются на остров и бросают все силы на постройку корабля. 
Весной течение уносит льдину к Берингову проливу, и она приближается к материку. До земли остается всего сорок миль, и зимовщики почти уверены в спасении. Однако гонимые течением айсберги неожиданно ударяют по льдине, уничтожают корабль и с огромной скоростью толкают ледяной остров к югу, где людей ждет верная смерть. Лейтенант приказывает построить плот из остатков разрушенного дома, но льдина ночью разваливается, плот уплывает. Остров превращается в крохотный островок, постепенно тающий в теплой воде.  
Все астрономические приборы уничтожены, и люди не знают, где сейчас находится льдина. Тем не менее, надеясь, что льдина подошла к Алеутским островам, зимовщики поднимают парус, чтобы воспользоваться попутным ветром. Через несколько часов на горизонте действительно появляется земля. Однако льдина быстро тает, она явно не дотянет до берега. Зимовщики увеличивают парусность ледяного островка, прикрывают лёд от солнечных лучей и гребут имеющимися досками. Но до берега всё равно остается несколько миль, которые невозможно проплыть. Гибель, казалось бы, уже неизбежна. Однако безразличный ко всему астроном Блэк, неожиданно находит спасение, обдувая лёд струёй воздуха из воздушного насоса. Воздух испаряет воду, льдина становится прочнее, и экспедиция пристаёт к берегу Русской Америки, не потеряв ни одного человека.
Томас Блэк планирует наблюдать новое затмение в высоких широтах и назначает героям встречу через 26 лет.